# Mel McGaha
Fred Melvin "Mel" McGaha (nacido el 26 de septiembre de 1926 en Bastrop, Louisiana y fallecido el 3 de febrero de 2002 en Tulsa, Oklahoma) fue un jugador y entrenador de baloncesto y de béisbol estadounidense que disputó una temporada en la NBA, además de jugar durante 11 temporadas en las Ligas Menores de Béisbol y entrenar durante otras dos en la MLB. Con 1,85 metros de estatura, jugaba en la posición de base.

## Trayectoria deportiva

### Universidad
Jugó durante tres temporadas por los Razorbacks de la Universidad de Arkansas a baloncesto, béisbol y fútbol americano, deporte en el que todavía posee el récord de mejor retorno tras intercepción, con 70 yardas. Como baloncestista, fue el primer jugador en llegar a jugar en la BAA o la NBA de su universidad.

### Profesional
Fue elegido en el 1948 por New York Knicks, donde jugó una temporada en la que promedió 3,5 puntos y 1,0 asistencias por partido.

#### Estadísticas en la BAA

##### Temporada regular
| Temporada | Edad | Equipo          | Liga | P  | TC  | TCA | %TC  | TL  | TLA | %TL  | ASIS | FP  | PTS |
| 1948-49   | 22   | New York Knicks | BAA  | 51 | 1.2 | 3.8 | .318 | 1.0 | 1.7 | .591 | 1.0  | 2.0 | 3.5 |
| Total     |      |                 | BAA  | 51 | 1.2 | 3.8 | .318 | 1.0 | 1.7 | .591 | 1.0  | 2.0 | 3.5 |

##### Playoffs
| Temporada | Edad | Equipo          | Liga | P | TCA | TC | TLA | TL | ASIS | FP | PTS | %TC  | %FT  | MIN | PTS | AST |
| 1948-49   | 22   | New York Knicks | BAA  | 2 | 0   | 3  | 1   | 2  | 2    | 6  | 1   | .000 | .500 |     | 0.5 | 1.0 |
| Total     |      |                 | BAA  | 2 | 0   | 3  | 1   | 2  | 2    | 6  | 1   | .000 | .500 |     | 0.5 | 1.0 |

### Béisbol
Tras dejar el baloncesto, jugó durante 11 temporadas y fue entrenador durante 13 en las Ligas Menores de Béisbol, para posteriormente entrenar durante dos temporadas a los Kansas City Athletics y a los Cleveland Indians.